# Argyractis gratalis
Argyractis gratalis là một loài bướm đêm trong họ Crambidae.